# Rasputin, Dämon der Frauen
Rasputin, Dämon der Frauen è un film del 1932 diretto da Adolf Trotz che ricostruisce, in maniera romanzata, la vicenda del monaco Grigorij Efimovič Rasputin. Rasputin fu protagonista quell'anno di un altro film, Rasputin e l'imperatrice che venne presentato a New York in dicembre e che aveva come protagonisti tutti i fratelli Barrymore.

## Produzione
Il film fu prodotto dalla Gottschalk Tonfilm-Produktions GmbH (Berlin).

## Distribuzione
Il film, che uscì in sala il 19 febbraio 1932, ebbe una distribuzione diversa in ogni Land: a Berlino, fu distribuito dalla Praesens-Film, a Düsseldorf dalla Gloria Filmverleih AG, a Monaco dalla Union-Film, a Lipsia dalla Nitzsche AG. In Austria, uscì attraverso la Mondial Filmverleih, in Cecoslovacchia tramite la Primus-Film e, nel resto del mondo, con la Fundus.